# Kálmán Benda
Kálmán Benda (n. 27 noiembrie 1913, Oradea, Austro-Ungaria – d. 13 martie 1994, Budapesta, Ungaria) a fost un istoric și arhivar maghiar, laureat al premiului Széchenyi și membru titular al Academiei Ungare de Științe.

## Biografie
În anii 1930 s-a înscris la Facultatea de Istorie-Geografie a Universității „Pázmány Péter” din Budapesta (PPTE), pe care a absolvit-o în 1937. În timpul studiilor universitare a fost membru al Colegiului Eötvös József. A beneficiat de o bursă și a studiat în perioada 1937-1938 la Viena, Berlin și Paris.
Între anii 1936 și 1938 a fost cercetător științific la  Institutul de Istorie Maghiară al Universității „Pázmány Péter” și la Institutul de Istorie Modernă al Academiei Ungare de Științe. În 1938 a devenit director al Școlii Populare din Tata, unde a lucrat timp de patru ani. În acest timp a fost profesor la Gimnaziul Reformat din Budapesta și funcționar auxiliar la Ministerul Instrucțiunii Publice și Cultelor. Între 1942 și 1945 a fost cercetător științific asociat la Institutul de Științe „Teleki Pál”. După cel de-al Doilea Război Mondial a fost până în 1947 director adjunct al institutului de cercetare denumit Institutul de Științe Istorice. Între timp, între 1945 și 1949, a predat istoria Ungariei în perioada ocupației otomane la Universitatea „Pázmány Péter”. Între 1947 și 1949 a fost director-adjunct al Institutului de Științe al Europei de Est, fiind concediat din motive politice.
A avut apoi servicii ocazionale și din 1950 a lucrat ca arhivar al Districtului Dunamelléki al Bisericii Reformate din Ungaria. După 1957 a îndeplinit pentru o scurtă perioadă funcția de director-adjunct al Institutului de Istorie al Academiei Ungare de Științe, apoi între 1958 și 1983 a fost cercetător și cercetător principal. În 1983 a fost numit șef de departament, iar din 1985 până în 1987 a fost consilier științific, apoi s-a pensionat, dar a continuat să lucreze pe post de consultant în cadrul institutului.
În 1961 și-a susținut teza de candidat în științe istorice, iar apoi în 1979 și teza de doctorat. A fost membru al Comitetului de Științe Istorice al Academiei Ungare de Științe. În 1990 a fost ales membru corespondent al Academiei Ungare de Științe, iar în 1991 membru titular. Începând din 1980 a administrat colecția Ráday a Districtului Dunamelléki al Bisericii Reformate din Ungaria. A fost implicat în activitatea comitetului redacțional al revistei științifice História. Între 1975 și 1977 a fost profesor la Colegiul Pedagogic „Juhász Gyula”. În 1984 a obținut titlul de profesor titular al Universității „Eötvös Loránd”.
Principalul său domeniu de cercetare a fost istoria culturii și politicii moderne maghiare, dar a fost preocupat și de istoria Principatului Transilvaniei.

## Premii și alte distincții
- Doctor honoris causa al Facultății de Teologie Reformată din Budapesta (1988)
- Premiul Széchenyi (1992) – pentru cultivarea și popularizarea remarcabilă a istoriei
- Premiul Szent-Györgyi Albert (1992)
- Premiul Patrimoniului Maghiar (2000) /postum/

## Opere principale

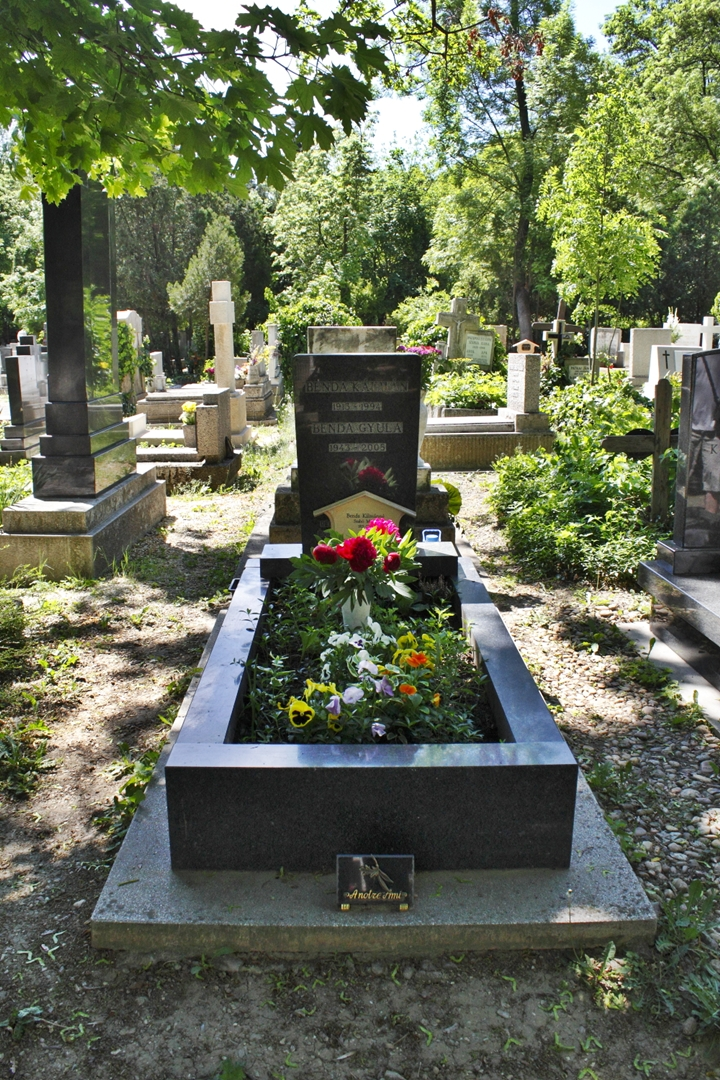
Mormântul lui Kálmán Benda și Gyula Benda în cimitirul Farkasréti

- A magyar nemzeti hivatástudat története a XV–XVII. században (1937)
- Bocskai István (1942)
- A török kor német újságirodalma (1942)
- Bocskai István függetlenségi harca (1952)
- A magyar jakobinusok iratai I–III. (1952–1957)
- A Bocskai-szabadságharc (1955)
- Ráday Pál iratai I–II. (coautor, 1955–1961)
- A magyar jakobinus mozgalom története (1957)
- A négyszáz éves debreceni nyomda (cu Károly Irinyi, 1961)
- Emberbarát vagy hazafi? Tanulmányok a felvilágosodás korának magyar történetéből (1978)
- A magyar korona regénye (cu Erik Fügedi, 1979)
- Magyarország története 1790–1848 I–II. (coautor, 1980)
- Magyarország történeti kronológiája I–IV. (redactor-șef, coautor, 1981–1982)
- Habsburg abszolutizmus és magyar rendi ellenállás a XVI–XVII.  században (1984)
- Moldvai csángó-magyar okmánytár I–II. (1989)
- Bocskai István levelei (1992)